# Michael López-Alegría
Michael López-Alegría, nato Miguel Eladio López-Alegría (Madrid, 30 maggio 1958), è un astronauta spagnolo naturalizzato statunitense.
Selezionato dalla NASA come membro del Gruppo 14 degli astronauti NASA, ha partecipato alle missioni STS-73, STS-92 e STS-113 del Programma Space Shuttle
Ha partecipato alla Expedition 14 giungendo sulla Stazione spaziale internazionale con la missione Sojuz TMA-9 il 18 settembre 2006 e rientrando il 21 aprile 2007.
Ritiratosi nel 2012 dalla NASA, dal 2017 lavora per Axiom Space; gli è stato affidato il comando della prima missione spaziale completamente privata verso la ISS, l'Axiom Mission 1, lanciata l'8 aprile 2022. Ritorna nello spazio il 18 gennaio 2024 come comandante della Axiom Mission 3.